# 亚东豹蛛
亚东豹蛛（学名：Pardosa yadongensis）为狼蛛科豹蛛属的动物。在中国大陆，分布于西藏等地，主要生活于草丛。该物种的模式产地在西藏。